# Gallinal
Gallinal es una localidad uruguaya del departamento de Paysandú.

## Geografía
La localidad se encuentra ubicada al noroeste del departamento, sobre el camino que nace al norte de la ruta 26 en el km 68 aproximadamente y a 11 km de dicha ruta. Aproximadamente 85 km la separan de la capital departamental Paysandú.

## Generalidades
Recibió su nombre en homenaje a Alberto Gallinal Heber, fundador del plan MEVIR (Movimiento de Erradicación de la Vivienda Insalubre Rural).
El pueblo ha sido construido casi en su totalidad por medio de sucesivos planes de este movimiento, inaugurándose en 2009 el cuarto de estos complejos. La Iglesia católica cuenta allí con una Capilla, en jurisdicción de la Parroquia Santa Teresita de Quebracho.

## Población
Según el censo de 2011 la localidad cuenta con una población de 700 habitantes.
| 472           | 655 | 700 |
| (Fuente: INE) |     |     |

## Economía
Ubicada en el área de influencia de Quebracho, presentó un rápido crecimiento vinculado a la expansión de la agricultura, la ganadería y la forestación.